# Joe Pantoliano
Joseph "Joe" Pantoliano (Hoboken, Nova Jersey, 12 de setembre de 1951) és un actor de cinema i televisió estatunidenc.
Va començar la seva carrera en els escenaris de Nova York. També va treballar a la televisió, fins que va aconseguir el paper d'Angelo Maggio (el personatge creat per un altre ciutadà d'Hoboken, Frank Sinatra) a la minisèrie amb la qual la NBC adaptà l'obra de James Jones D'aquí a l'eternitat (1979). També és conegut pel seu paper de Ralph Cifaretto a la sèrie de la cadena HBO The Sopranos.

## Biografia
De nom real "Joseph Peter Pantoliano", va néixer l'any 1951 a Nova Jersey en una família d'origen Italià. Comença la seva carrera al teatre, actua a Risky Business al costat del jove Tom Cruise i després sota la direcció de Steven Spielberg a L'imperi del Sol. El 1995, interpreta el paper d'un capità de policia al film Dos policies rebels de Michael Bay.
El mateix any, coneix els Wachowski, pel seu primer film Bound. En un altre dels seus films aconseguirà fama internacional, ja que farà el personatge de Cypher al film Matrix. Comparteix a continuació el cartell amb Guy Pearce a Memento, un film de baix pressupost que va ser un dels "èxit sorpresa" de l'any 2000. Se'l pot tornar a veure a Bad Boys 2, a continuació al blockbuster Daredevil.
Finalment, és igualment conegut per haver interpretat el paper del mafiós excèntric Ralph Cifaretto diverses temporades de la sèrie Els Soprano. Aquest paper li permetrà d'altra banda guanyar un premi Emmy "Outstanding Supporting Actor en una sèrie dramàtica" l'any 2003

## Filmografia
Les seves pel·lícules més destacades són:
- Monsenyor (Monsignor) (1982)
- Risky Business (1983) dirigida per Paul Brickman
- Els Goonies (The Goonies) (1985) dirigida per Richard Donner
- Apunta, dispara i corre (Running Scared) (1986)
- L'imperi del Sol (Empire of the Sun) (1987) dirigida per Steven Spielberg
- La bamba (La Bamba) (1987)
- Els quasicops (Downtown) (1990)
- Un amor de tardor (Used People) (1992)
- El fugitiu (The Fugitive) (1993) dirigida per Andrew Davis
- El menut se'n va de marxa (Baby's Day Out) (1994)
- Bad Boys (1995) dirigida per Michael Bay
- Llaços ardents (Bound) (1996) dirigida per Larry i Andy Wachowski
- Al cim del món (Top of the World) (1997)
- U. S. Marshals (1998) dirigida per Stuart Baird
- Matrix (1999) dirigida per Larry i Andy Wachowski
- Memento (2000) dirigida per Christopher Nolan
- Com gats i gossos (Cats & Dogs) (2001)
- Dos policies rebels 2 (Bad Boys II) (2003) dirigida per Michael Bay
- Daredevil (2003) dirigida per Mark Steven Johnson
- Heroi de ratlles  (Racing Stripes) (2005)
- Ments en blanc (Unknown) (2006) dirigida per Simon Brand
- Percy Jackson & the Olympians: The Lightning Thief (2010) dirigida per Chris Columbus
- Deadly Impact (2010)
- Benvinguts a Vil·la Capri (Just Getting Started) (2017) dirigida per Ron Shelton
- Hide and Seek (2021) dirigida per Joel David Moore